# Route 340 (Nouvelle-Écosse)
Pour les articles homonymes, voir Route 340.
La route 340 est une route secondaire de la Nouvelle-Écosse d'orientation nord-sud située dans l'ouest de la province, au nord de Yarmouth. Elle est une route faiblement empruntée, parallèle aux routes 1 et 101, beaucoup plus empruntés. De plus, elle mesure 78 kilomètres, et est une route asphaltée sur l'entièreté de son tracé.

## Tracé
La route 340 débute à Hebron, 10 kilomètres environ au nord de Yarmouth, sur la route 1. Elle quitte la ville en se dirigeant vers le nord-est, puis elle croise la route 101 à sa sortie 34. Elle traverse ensuite une région beaucoup plus isolée jusqu'à Carleton, où elle croise la route provinciale 203 vers l'est. Elle se dirige ensuite vers le nord pendant 35 kilomètres, passant près du lac Wentworth notamment, puis tourne vers l'ouest à Weymouth. Elle passe finalement en dessous de la 101, puis elle se termine à Saint-Bernard, à nouveau sur la route 1.

## Communautés traversées
- Hebron, km 0
- South Ohio, km 6
- Deerfield, km 14
- Pleasant Valley, km 19
- Carleton, km 23
- Forest Glen, km 29
- Richfield (Nouvelle-Écosse), km 35
- Moodys Corner, km 38
- Corberrie, km 49
- New Tusket, km 55
- Havelock (Nouvelle-Écosse), km 59
- Hassett, km 64
- Weaver Settlement, km 72
- Ohio, km 75
- Saint-Bernard, km 78